# 無限降下法
数学における無限降下法（むげんこうかほう、英: infinite descent, 仏: méthode de descente infinie、羅: la descente infinie）とは、自然数が整列集合であるという性質を利用した、証明の一手法である。背理法の一種であり、数学的帰納法の一型とも見なせる。17世紀の数学者ピエール・ド・フェルマーによって始められたとされ、彼はこの証明法を好んで用いた。最も古い使用例は『原論』にある。典型的な例は『原論』第7巻 命題31の証明で、ユークリッドは「すべての合成数は素数で割り切れる（『原論』の用語では「通約できる」）」ことを無限降下法で示した。

## 概要
自然数に関する命題の証明に威力を発する場合があり、典型的には不定方程式に自然数解が存在しないことを示す際に用いられる。具体的には、自然数解が存在すると仮定し、ひとつの解から（ある意味で）より「小さい」別の自然数解が構成できることを示すのである。その構成法より、小さい解を次々に得ることができるはずであるが、自然数の（空集合でない）部分集合には最小の元があるから、これは矛盾である。よって、仮定が間違っていたのであり、解が存在しないことが示されたことになる。小さい解を次々に得る様子が「無限に降下」していくように感じられることから、「無限降下法」と呼ばれる。
この証明は次のように書き換えることもできる。解が存在するとすると、最も「小さい」ものが存在する。先の構成法から、より小さいものが得られるが、これは最も「小さい」という仮定に矛盾する。よって、解は存在しない。
この証明のポイントは、最も「小さい」ものが存在するはずの、性質の良い「大小関係」を考えることである。必ずしも解そのものの大小関係である必要はなく、解に対してある自然数を対応させる関数の値の大小関係であれば十分である。

## 証明の例

### 2の平方根の無理性
2の平方根が無理数であることは古くから知られていたが、その証明を無限降下法で表現することもできる。2の平方根が有理数であると仮定すると、2つの自然数 p, q を用いて
{\displaystyle {\sqrt {2}}={\frac {p}{q}}}
と表せる。平方して分母を払うと
{\displaystyle 2q^{2}=p^{2}\,}
を得る。よって p は偶数である。p = 2P とすると、P も自然数であって
{\displaystyle 2q^{2}=4P^{2}\,}
となる。両辺の2を払って
{\displaystyle q^{2}=2P^{2}\,}
を得る。よって q も偶数である。q = 2Q とすると、
{\displaystyle {\sqrt {2}}={\frac {P}{Q}}}
であるから、p > P, q > Q により分数表示としてより小さなものが見付かったことになる。この手続きは何度でも繰り返すことができるから、いくらでも小さなものを得ることができる。しかし、自然数の範囲では、それは不可能なはずである。したがって、仮定が誤りだったのであり、2の平方根は無理数である。

### ある不定方程式
方程式
{\displaystyle a^{2}+b^{2}=3(s^{2}+t^{2})\,}
が自明な解 a = b = s = t = 0 以外に整数解を持たないことを、無限降下法で証明できる。非自明な整数解 (a1, b1, s1, t1) が存在すると仮定すると、
{\displaystyle a_{1}^{2}+b_{1}^{2}=3(s_{1}^{2}+t_{1}^{2})\,}
より a12 + b12 は 3 の倍数である。平方数を 3 で割った余りは 0 か 1 であるから、a1, b1 ともに 3 の倍数でなければならないことが分かる。そこで、a1 = 3a2, b1 = 3b2 とおくと、
{\displaystyle s_{1}^{2}+t_{1}^{2}=3(a_{2}^{2}+b_{2}^{2})\,}
となる。すなわち、新しい解 (s1, t1, a2, b2) を得た。4つの数の和について
{\displaystyle |a_{1}|+|b_{1}|+|s_{1}|+|t_{1}|>|s_{1}|+|t_{1}|+|a_{2}|+|b_{2}|\,}
であるから、新しい解の方が小さい。こうして次々に「小さい」解を得ることができるが、これは矛盾である。したがって、方程式は非自明な解を持たない。

## 歴史
フェルマーは、無限降下法をしばしば「私の方法」と呼び、この方法によって数々の命題を証明したと主張した。彼は詳しい証明をほとんど残していないが、『算術』への45番目の書き込みにおいて、唯一完全に近い証明を残している。ここで彼が証明したことは、「三辺の長さが有理数である直角三角形の面積は平方数にならない」という定理であり、言い換えると「1 は合同数ではない」ということである。この証明中に、不定方程式
x4 - y4 = z2
が非自明な整数解を持たないこと（これよりフェルマーの最終定理の n = 4 の場合が導かれる）を、無限降下法によって示している。
フェルマーはまた、友人カルカヴィへの手紙の中で、「4 で割って 1 余る素数が二個の平方数の和で表せる」という命題を「直角三角形の基本定理」と呼び、この命題を無限降下法で示したと述べた。フェルマーの語る証明の概略はおおよそ次の通りである。
もし、4 で割って 1 余る素数のうち、二個の平方数の和で書けないものがあるとすると、それより小さいもので、同じ性質を持つものを構成することができる。この構成法により、次々に小さなものを得ることができる。これは矛盾である。
無限降下法は、典型的には「解が存在しない」などの否定的命題の証明に用いられるが、このように肯定的命題にも用いられる。
フェルマー以後も、無限降下法の考えはしばしば用いられている。たとえば、楕円曲線の有理点のなす群が有限生成アーベル群であることを主張するモーデルの定理の証明には、有理点の高さに関する、無限降下法と似た議論が用いられる。